# Littérature sur les Royaumes oubliés
Pour un article plus général, voir Royaumes oubliés.
Une abondante littérature concerne le monde imaginaire des Royaumes oubliés, décor de campagne pour le jeu de rôle Donjons et Dragons et comprend des romans, dont une partie ont été publiés en français par Fleuve noir et Milady, des accessoires de jeu de rôle publiés en français par les sociétés Asmodée et Play Factory, des bandes dessinées (non traduites) et des publications dans les magazines anglophones Dragon Magazine et Dungeon.

## Romans
Fleuve Noir a publié en format de poche et en grand format à partir de 1994. Le contrat avec l'éditeur américain Wizards of the Coast ayant pris fin en 2007, la publication des romans en français a été reprise par l'éditeur Bragelonne à compter d'août 2008 sous couvert d'un nouveau label, Milady.
Les romans n'ayant pas été traduits sont aussi inclus dans cette liste. Pour une liste des romans qui ont été publiés en français, voir les articles :
- Romans Royaumes oubliés publiés par Fleuve Noir
- Milady.

### Séries deR.A. Salvatore

#### La trilogie de l’Elfe noir
- Terre natale (Homeland), 1989 aux États-Unis, 1994 par Fleuve noir, 2008 par Milady
- Terre d'exil (Exile), 1990 aux États-Unis, 1994 par Fleuve noir, 2008 par Milady
- Terre promise (Sojourn), 1991 aux États-Unis, 1994 par Fleuve noir, 2008 par Milady

#### La trilogie du Val Bise
- L'Éclat de cristal (The Crystal Shard), 1988 aux États-Unis, 1995 par Fleuve noir, 2009 par Milady
- Les Torrents d'argent (Streams of Silver), 1989 aux États-Unis, 1995 par Fleuve noir, 2009 par Milady
- Le Joyau du halfelin (The Halfling's Gem), 1990 aux États-Unis, 1995 par Fleuve noir (Le joyau du petit homme), 2009 par Milady

#### La séquence de L'héritage du drow
- L'Héritage (The Legacy), 1992 aux États-Unis, 1996 par Fleuve noir (Les Revenants du Fond du Gouffre), 2010 par Milady
- Nuit sans étoiles (Starless Night), 1993 aux États-Unis, 1996 par Fleuve noir (La Nuit éteinte), 2010 par Milady
- L'Invasion des ténèbres (Siege of Darkness), 1996 par Fleuve noir (Les Compagnons du renouveau), 2010 par Milady
- Une aube nouvelle (Passage to Dawn), 1996 aux États-Unis, 1999 par Fleuve noir (Vers la lumière), 2010 par Milady

#### La pentalogie du clerc
- Cantique (Canticle), 1991 aux États-Unis, 1996 par Fleuve noir, 2011 par Milady
- A l’ombre des forêts (In Sylvan Shadows), 1992 aux États-Unis, 1996 par Fleuve noir
- Les masques de la nuit (Night Masks), 1992 aux États-Unis, 1996 par Fleuve noir
- La forteresse déchue (The Fallen Fortress), 1993 aux États-Unis, 1997 par Fleuve noir
- Chaos cruel (The Chaos Curse), 1994 aux États-Unis, 1997 par Fleuve noir

#### La séquence Paths of darkness
- Lame furtive (The Silent Blade), 1998 aux États-Unis, 1999 par Fleuve noir (Retour à la clarté), 2010 par Milady
- L'Épine dorsale du monde (The Spine of the World), 2000 aux États-Unis, 2003 par Fleuve noir, 2010 par Milady
- La Mer des épées (Sea of Swords), 2001 aux États-Unis, 2004 par Fleuve noir (Aussi loin qu'une âme ait pu fuir), 2011 par Milady

#### La trilogie des Lames du Chasseur
- Les mille orques (The Thousand Orcs), 2003 aux États-Unis, 2005 par Fleuve noir, 2011 par Milady
- Le drow solitaire (The Lone Drow), 2003 aux États-Unis, 2006 par Fleuve noir, 2011 par Milady
- Les deux épées (The Two Swords), 2004 aux États-Unis, 2007 par Fleuve noir, 2011 par Milady

#### La trilogie des Mercenaires
- Serviteur du cristal (Servant of the Shard), 2000 aux États-Unis, 2003 par Fleuve noir (Les Ailes noires de la mort), 2009 par Milady
- La Promesse du roi-sorcier (Promise of the Witch-King), 2005 aux États-Unis, 2009 par Milady
- La Route du patriarche (Road of the Patriarch), 2006 aux États-Unis, 2009 par Milady

#### Transitions
note : le mot Transition ne fait pas référence à une transition littéraire mais à une période de transitions dans l'univers des Royaumes Oubliés, notamment dans Le Roi fantôme.
- Le Roi orque (The Orc King), 2007 aux États-Unis, 2008 par Milady
- Le Roi pirate (The Pirate King), 2008 aux États-Unis, 2009 par Milady
- Le Roi fantôme (The Ghost King), 2009 aux États-Unis, 2010 par Milady

#### Neverwinter
- Gauntlgrym (Gauntlgrym), 2010 aux États-Unis, 2012 par Milady
- Neverwinter (Neverwinter), 2011 aux États-Unis, 2012 par Milady
- La Griffe de Charon (Charon's Claw), 2012 aux États-Unis, 2013 par Milady
- Le Dernier Seuil (The Last Threshold), 2013 aux États-Unis, 2013 par Milady

#### La Fracture
note : la séquence « The Sundering » compte six romans de divers auteurs se déroulant tous pendant la même période Historique de l'univers des Royaumes Oubliés nommée « Fracture ». Seul le premier tome est écrit par R.A. Salvatore
- Les Compagnons (The Companions), 2013 aux États-Unis, 2015 par Milady

#### Le Codex des Compagnons
- La Nuit du chasseur (Night of the Hunter), 2014 aux États-Unis, 2015 par Milady
- L'Avènement du roi (Rise of the King), 2014 aux États-Unis, 2015 par Milady
- La Vengeance du nain (Vengeance of the Iron Dwarf), 2015 aux États-Unis, 2016 par Milady

### Séries deEd Greenwood

#### La séquence de Shandril
- Magefeu (Spellfire), 1988 aux États-Unis, 1994 par Fleuve noir, 2011 par Milady
- La Couronne de feu (Crown of Fire), 1994 aux États-Unis, 1995 par Fleuve noir
- Hand of Fire, 2002 aux États-Unis : Non traduit

#### La saga d'Elminster
- la jeunesse d’un mage (Elminster - The Making of a Mage), 1994 aux États-Unis, 1997 par Fleuve noir, 2011 par Milady
- Elminster à Myth Drannor (Elminster in Myth Drannor), 1997 aux États-Unis, 2000 par Fleuve noir, 2011 par Milady
- La Tentation d'Elminster (The Temptation of Elminster), 1999 aux États-Unis, 2001 par Fleuve noir, 2011 par Milady
- La Damnation d'Elminster (Elminster in Hell), 2001 aux États-Unis, 2002 par Fleuve noir, 2011 par Milady
- La fille d'Elminster (Elminster's Daughter), 2004 aux États-Unis, 2011 par Milady

#### Le Sage de Valombre
- Elminster doit mourir! (Elminster must die!), 2010 aux États-Unis, 2011 par Milady
- Bury Elminster Deep, 2011 aux États-Unis : Non traduit
- Elminster Enraged, 2012 aux États-Unis : Non traduit

#### La trilogie des Ombres
- Les Ombres de l’apocalypse (Shadows of Doom), 1995 aux États-Unis, 1998 par Fleuve noir
- Le Manteau des ombres (Cloak of Shadows), 1995 aux États-Unis, 1998 par Fleuve noir
- Et les ombres s'enfuirent (All Shadows Fled), 1995 aux États-Unis, 1998 par Fleuve noir

#### Les Chevaliers de Myth Drannor
- Les épées de Soirétoile (Swords of Eveningstar), 2006 aux États-Unis, 2011 par Milady
- Les épées du Dragon de Feu (Swords of Dragonfire), 2007 aux États-Unis, 2011 par Milady
- L'épée qui ne dort jamais (The Sword Never Sleeps), 2008 aux États-Unis, 2011 par Milady

### Séries deElaine Cunningham

#### Le chant et l'épée
- L'ombre de l'elfe (Elfshadow), 1991 aux États-Unis, 1999 par Fleuve noir
- La chanson de l'elfe (Elfsong), 1994 aux États-Unis, 2001 par Fleuve noir
- Les Larmes d'acier (Silver Shadows), 1996 aux États-Unis, 2002 par Fleuve noir
- Le Sang des ménestrels (Thornhold), 1998 aux États-Unis, 2002 par Fleuve noir
- Le Prix des rêves (The Dream Spheres), 1999 aux États-Unis, 2002 par Fleuve noir

#### Les conseillers et les Rois
- La Tueuse de mages (The Magehound), 2000 aux États-Unis, 2003 par Fleuve noir
- Les Chemins de la vengeance (The Floodgate), 2001 aux États-Unis, 2003 par Fleuve noir
- La Guerre des sorciers (The Wizardwar), 2002 aux États-Unis, 2003 par Fleuve noir

#### Starlight & Shadows
- La fille du sorcier Drow (Daughter of the Drow), 1995 aux États-Unis, 1999 par Fleuve noir
- L'étreinte de l'araignée (Tangled Webs), 1996 aux États-Unis, 1999 par Fleuve noir
- Le masque de lumière (Windwalker), 2003 aux États-Unis, 2004 par Fleuve noir

### Séries dePhilip Athans

#### ?? (The Watercourse Trilogy)
- Whisper of Waves, (2005) : Non traduit
- Lies of Light, (2006) : Non traduit
- Scream of Stone, (2007) : Non traduit

#### ?? (Baldur's Gate)
- Baldur's Gate (roman), (1999) : Non traduit
- Baldur's Gate II : Shadows of Amn (roman), (2000) : Non traduit

### Séries deRichard Baker

#### ?? (The Last Mythal)
- Forsaken House, (2004) : Non traduit
- Farthest Reach, (2005) : Non traduit
- Final Gate, (??) : Non traduit

#### ?? (Blades of the Moonsea)
- Swordmage, (2008) : Non traduit
- Corsair, (2009) : Non traduit
- Avenger, (Mars 2010) : Non traduit

### Séries deRichard Lee Byers

#### ?? (The Year of Rogue Dragons)
- The Rage, (2004) : Non traduit
- The Rite, (2005) : Non traduit
- The Ruin, (2006) : Non traduit

#### ?? (The Haunted Land)
- Unclean, (2007) : Non traduit
- Undead, (2008) : Non traduit
- Unholy, (2009) : Non traduit

### Séries deTroy Denning

#### ?? (The Twilight Giants)
- The Ogre's Pact, (1994) : Non traduit
- The Giant Among Us, (1995) : Non traduit
- The Titan of Twilight, (1995) : Non traduit

#### Le retour des archimages
- L'appel au meurtre (The Summoning), 2001 aux États-Unis, 2004 par Fleuve noir
- Le cri des justes (The Siege), 2001 aux États-Unis, 2004 par Fleuve noir
- Le silence des innocents (The Sorcerer), 2002 aux États-Unis, 2004 par Fleuve noir

### Séries deClayton Emery

#### ?? (Netheril Trilogy)
- Sword Play, (1996) : Non traduit
- Dangerous Games, (1996) : Non traduit
- Mortal Consequences, (1998) : Non traduit

### Séries dePaul S. Kemp

#### ?? (The Erevis Cale Trilogy)
- Twilight Falling, (2003) : Non traduit
- Dawn of Night, (2004) : Non traduit
- Midnight's Mask, (2005) : Non traduit

#### ?? (The Twilight War Trilogy)
- Shadowbred, (2006) : Non traduit
- Shadowstorm, (2007) : Non traduit
- Shadowrealm, (2008) : Non traduit

#### ?? (Cycle of Night)
- Godborn, (juillet 2010) : Non traduit
- Godbound, (2011) : Non traduit
- Godslayer, (2012) : Non traduit

### Séries deDouglas Niles

#### La trilogie des Sélénae
- Le Coureur des ténèbres (Darkwalker on Moonshae), 1987 aux États-Unis, en 1997 par Fleuve noir
- Les Sorciers noirs (Black Wizards), 1988 aux États-Unis, 1997 par Fleuve noir
- La Source obscure (Darkwell), 1989 aux États-Unis, 1997 par Fleuve noir

#### ?? (The Maztica Trilogy)
- Ironhelm, (1990) : Non traduit
- Viperhand, (1990) : Non traduit
- Feathered Dragon, (1991) : Non traduit

#### La trilogie de la Terre des Druides
- Le Prophète des Sélénae (Prophet of Moonshae), 1992 aux États-Unis, 1998 par Fleuve noir
- Le Royaume de corail (The Coral Kingdom), 1992 aux États-Unis, 1998 par Fleuve noir
- La Prêtresse devint reine (The Druid Queen), 1993 aux États-Unis, 1998 par Fleuve noir

### Séries deMel Odom

#### ?? (The Threat from the Sea)
- Rising Tide, (1999) : Non traduit
- Under Fallen Stars, (1999) : Non traduit
- The Sea Devil's Eye, (2000) : Non traduit

### Séries deThomas M. Reid

#### ?? (The Scions of Arrabar Trilogy)
- The Sapphire Crescent, (2003) : Non traduit
- The Ruby Guardian, (2004) : Non traduit
- The Emerald Sceptre, (2005) : Non traduit

#### ?? (The Empyrean Odyssey)
- The Gossamer Plain, (2007) : Non traduit
- The Fractured Sky, (2008) : Non traduit
- The Crystal Mountain, (2009) : Non traduit

### Séries deLisa Smedman

#### ?? (House of Serpents)
- Venom's Taste, (2004) : Non traduit
- Viper's Kiss, (2005) : Non traduit
- Vanity's Brood, (2006) : Non traduit

#### ?? (The Lady Penitent)
- Sacrifice of the Widow, (2007) : Non traduit
- Storm of the Dead, (2007) : Non traduit
- Ascendancy of the Last, (2008) : Non traduit

### Séries deBruce R. Cordell

#### ?? (Abolethic Sovereignty)
- Plague of Spells, (2008) : Non traduit
- City of Torment, (2009) : Non traduit
- Key of Stars, (2010) : Non traduit

### Séries de divers auteurs

#### Les empires perdus
- La Bibliothèque perdue de Cormanthyr (The Lost Library of Cormanthyr), par Mel Odom, 1998 aux États-Unis? 2002 par Fleuve noir
- Cette beauté que la laideur nous cache (Faces of Deception), par Troy Denning, 1998 aux États-Unis, 2002 par Fleuve noir
- L'Étoile de Cursrah (Star of Cursrah), par Clayton Emery, 1999 aux États-Unis, 2002 par Fleuve noir
- The Nether Scroll, par Lynn Abbey, 2000 aux États-Unis : Non traduit

#### La guerre de la Reine-Araignée
- Dissolution (Dissolution), par Richard Lee Byers, 2002 aux États-Unis, 2005 par Fleuve noir (La cité des araignées), 2009 par Milady
- Insurrection (Insurrection), par Thomas M. Reid, 2002 aux États-Unis, 2005 par Fleuve noir (La cité des toiles chatoyantes), 2009 par Milady
- Condemnation (Condamnation), par Richard Baker, 2003 aux États-Unis, 2005 par Fleuve noir (Les fosses démoniaques), 2009 par Milady
- Extinction (Extinction), par Lisa Smedman, 2004 aux États-Unis, 2006 par Fleuve noir, 2009 par Milady
- Annihilation (Annihilation), par Philip Athans, 2004 aux États-Unis, 2006 par Fleuve noir, 2009 par Milady
- Résurrection (Resurrection), par Paul S. Kemp, 2005 aux États-Unis, 2007 par Fleuve noir, 2009 par Milady

#### Les Ménestrels
- La mer assoifée (The Parched Sea), par Troy Denning, 1991 aux États-Unis, 1999 par Fleuve noir
- Magie rouge (Red Magic), par Jean Rabe, 1991 aux États-Unis, 1999 par Fleuve noir
- Les frères de la nuit (The Night Parade), par Scott Ciencin, , 1992 aux États-Unisn 2000 par Fleuve noir
- L'anneau de l'hiver (The Ring of Winter), par James Lowder, 1992 aux États-Unisn 2000 par Fleuve noir
- La Crypte du roi obscur (Crypt of the Shadowking), par Mark Anthony, 1993 aux États-Unis, 2000 par Fleuve noir
- Les soldats de glace (Soldiers of Ice), par David Cook, 1993 aux États-Unis, 2001 par Fleuve noir
- Mascarades (Masquerades) par Kate Novak & Jeff Grubb, 1995 aux États-Unis, 2001 par Fleuve noir
- Curse of the Shadowmage, par Mark Anthony, 1995 aux États-Unis : Non traduit
- The Veiled Dragon, par Troy Denning, 1996 aux États-Unis : Non traduit
- Stormlight, par Ed Greenwood, 1996 aux États-Unis : Non traduit

#### La saga de Cormyr
- Cormyr (Cormyr), par Ed Greenwood & Jeff Grubb, 1996 aux États-Unis, 1998 par Fleuve noir
- Beyond the High Road, par Troy Denning, 1999 aux États-Unis : Non traduit
- Death of the Dragon, par Ed Greenwood & Troy Denning, 2000 aux États-Unis : Non traduit

#### La séquence des cités
- Le nid des corbeaux (The City of Ravens), par Richard Baker, 2000 aux États-Unisn 2003 par Fleuve noir
- La colline du temple (Temple Hill), par Drew Karpyshyn, 2001 aux États-Unisn 2004 par Fleuve noir
- Le joyau de Turmish (The Jewel of Turmish), par Mel Odom, 2002 aux États-Unis, 2004 par Fleuve noir
- The City of Splendors: A Waterdeep Novel, par Ed Greenwood & Elaine Cunningham, 2005 aux États-Unis : Non traduit

#### La séquence des forbans
- Le bâton d'Albâtre (The Alabaster Staff), par Edward Bolme, 2003 aux États-Unisn 2005 par Fleuve noir
- Le bouquet noir (The Black Bouquet), par Richard Lee Byers, 2003 aux États-Unisn 2005 par Fleuve noir
- L'or écarlate (The Crimson Gold), par Voronica Whitney-Robinson, 2003 aux États-Unis, 2005 par Fleuve noir
- The Yellow Silk, par Don Bassingthwaite, 2004 aux États-Unis : Non traduit

#### La séquence des Avatars
- Valombre (Shadowdale), par Scott Ciencin, 1989 aux États-Unis, 1994 par Fleuve noir), 2008 par Milady
- Tantras (Tantras) par Scott Ciencin, 1989 aux États-Unis, 1994 par Fleuve noir, 2009 par Milady
- Eauprofonde (Waterdeep), par Troy Denning, 1989 aux États-Unis, 1994 par Fleuve noir, 2009 par Milady
- Le Prince des mensonges (Prince of Lies), par James Lowder, 1993 aux États-Unis, 1996 par Fleuve noir
- Le Procès de Cyric le fou (Crucible: The Trial of Cyric the Mad), par Troy Denning, 1998 aux États-Unis, 2005 par Fleuve noir

#### La trilogie de la Pierre du Trouveur
- Les liens d’azur (Azure Bonds), par Kate Novak & Jeff Grubb, 1988 aux États-Unis, 1995 par Fleuve noir
- L’éperon de Wiverne (The Wyvern's Spur), par Kate Novak & Jeff Grubb, 1990 aux États-Unis, 1995 par Fleuve noir
- Le chant des Saurials (Song of the Saurials), par Kate Novak & Jeff Grubb, 1991 aux États-Unis, 1995 par Fleuve noir

#### La trilogie des héros de Phlan
- La fontaine de lumière (Pool of Radiance), par James M. Ward, Jane Cooper Hong & Anne K Brown, 1989 aux États-Unis, 1994 par Fleuve noir
- Les fontaines de ténèbres (Pools of Darkness), par James M. Ward, Jane Cooper Hong & Anne K Brown, 1992 aux États-Unis, 1994 par Fleuve noir
- La fontaine de pénombre (Pool of Twilight), par James M. Ward, Jane Cooper Hong & Anne K Brown, 1993 aux États-Unis, 1994 par Fleuve noir

#### La Trilogie des Mystères
- Meurtre au Cormyr (Murder in Cormyr), par Chet Williamson, 1996 aux États-Unis, 2001 par Fleuve noir
- Crime à Tarsis (Murder in Tarsis), 1999 aux États-Unis, 2001 par Fleuve noir, roman se déroulant dans l'univers Dragonlance
- Assassinat à Halruaa (Murder in Halruaa), par Richard Meyers, 1996 aux États-Unis, 2001 par Fleuve noir

#### (The Baldur's Gate Series)
- Baldur's Gate, par Philip Athans, 1999 aux États-Unis, : Non traduit
- Baldur's Gate II: Shadows of Amn, par Philip Athans, 2000 aux États-Unis, : Non traduit
- Baldur's Gate II: Throne of Bhaal, par Drew Karpyshyn, 2001 aux États-Unis, : Non traduit

#### (The Citadels)
- Neversfall, par Ed Gentry, 2007 aux États-Unis, : Non traduit
- Obsidian Ridge, par Jess Lebow, 2008 aux États-Unis, : Non traduit
- The Shield of Weeping Ghosts, par James P. Davis, 2008 aux États-Unis, : Non traduit
- Sentinelspire, par Mark Sehestedt, 2008 aux États-Unis, : Non traduit

#### (The Dungeons)
- Depths of Madness, par Erik Scott de Bie, 2007 aux États-Unis : Non traduit
- The Howling Delve, par Jaleigh Johnson, 2007 aux États-Unis : Non traduit
- Stardeep, par Bruce R. Cordell, 2007 aux États-Unis : Non traduit
- Crypt of the Moaning Diamond, par Rosemary Jones, 2007 aux États-Unis : Non traduit

#### (The Empires Trilogy)
- Horselords, par David Cook, 1990 aux États-Unis : Non traduit
- Dragonwall, par Troy Denning, 1990 aux États-Unis : Non traduit
- Crusade, par James Lowder, 1990 aux États-Unis : Non traduit

#### (The Fighters)
- Master of Chains, par Jess Lebow, 2005 aux États-Unis : Non traduit
- Ghostwalker, par Erik Scott de Bie, 2005 aux États-Unis : Non traduit
- Son of Thunder, par Murray J. D. Leeder, 2006 aux États-Unis : Non traduit
- Bladesinger, par Keith Francis Strohm, 2006 aux États-Unis : Non traduit

#### (The Lost Gods)
- Finder's Bane, par Kate Novak & Jeff Grubb, 1997 aux États-Unis : Non traduit
- Fistandantilus Reborn, par Douglas Niles, 1997 aux États-Unis : Non traduit
- Tymora's Luck, par Kate Novak & Jeff Grubb, 1997 aux États-Unis : Non traduit

#### (The Nobles)
- King Pinch, par David Cook, 1995 aux États-Unis : Non traduit
- War in Tethyr, par Victor Milán, 1995 aux États-Unis : Non traduit
- Escape from Undermountain, par Mark Anthony, 1996 aux États-Unis : Non traduit
- The Mage in the Iron Mask, par Brian Thomsen, 1996 aux États-Unis : Non traduit
- The Council of Blades, par Paul Kidd, 1997 aux États-Unis : Non traduit
- The Simbul's Gift, par Lynn Abbey, 1997 aux États-Unis : Non traduit

#### (The Priests)
- Lady of Poison, par Bruce R. Cordell, 2004 aux États-Unis : Non traduit
- Mistress of the Night, par Dave Gross & Don Bassingthwaite, 2004 aux États-Unis : Non traduit
- Maiden of Pain, par Kameron M. Franklin, 2005 aux États-Unis : Non traduit
- Queen of the Depths (??), par Richard Lee Byers, 2005 aux États-Unis : Non traduit

#### (Sembia)
- Shadow's Witness, par Paul S. Kemp, 2000 aux États-Unis : Non traduit
- The Shattered Mask, par Richard Lee Byers, 2001 aux États-Unis : Non traduit
- Black Wolf, par Dave Gross, 2001 aux États-Unis : Non traduit
- Heirs of Prophecy, par Lisa Smedman, 2002 aux États-Unis : Non traduit
- Sands of the Soul, par Voronica Whitney-Robinson, 2002 aux États-Unis : Non traduit
- Lord of Stormweather, par Dave Gross, 2003 aux États-Unis : Non traduit

#### (The Wizards)
- Blackstaff, par Steven E. Schend, 2006 aux États-Unis : Non traduit
- Bloodwalk, par James P. Davis, 2006 aux États-Unis : Non traduit
- Darkvision, par Bruce R. Cordell, 2006 aux États-Unis : Non traduit
- Frostfell, par Mark Sehestedt, 2006 aux États-Unis : Non traduit

#### (The Best of the Realms)
- The Best of the Realms, par R. A. Salvatore, 2003 aux États-Unis : Non traduit
- The Best of the Realms II: The Stories of Ed Greenwood, par Ed Greenwood, 2005 aux États-Unis : Non traduit
- The Best of the Realms III: The Stories of Elaine Cunningham, par Elaine Cunningham, 2007 aux États-Unis : Non traduit
- The Best of the Realms IV, par R.A. Salvatore, 2007 aux États-Unis : Non traduit

### Autres romans
- Once Around the Realms, par Brian Thomsen, (1995) : Non traduit
- Evermeet: Island of Elves par Elaine Cunningham, (1998) : Éternelle rencontre, le berceau des elfes (2000 par Fleuve noir)
- The Shadow Stone, par Richard Baker, (1998) : Non traduit
- Silverfall: Stories of the Seven Sisters par Ed Greenwood, (1999) : Histoire des sept sœurs (2000 par Fleuve noir)
- The Glass Prison, par Monte Cook, (1999) : Non traduit
- Ruins of Myth Drannor, par Carrie A. Bebris, (2000) : Non traduit

### Anthologies
- Realms of Valor, présenté par James Lowder, (1993)
- Realms of Infamy, présenté par James Lowder, (1994)
- Realms of Magic, présenté par Brian M. Thomsen & J. Robert King, (1995)
- Realms of the Underdark, présenté par J. Robert King, (1996)
- Realms of the Arcane, présenté par Brian M. Thomsen, (1997)
- Realms of Mystery, présenté par Philip Athans, (1998)
- The Halls of Stormweather, présenté par Philip Athans, (2000)
- Realms of the Deep, présenté par Philip Athans, (2000)
- Realms of Shadow, présenté par Lizz Baldwin, (2002)
- Realms of the Dragons, présenté par Philip Athans, (2004)
- Realms of the Dragons II, présenté par Philip Athans, (2005)
- Realms of the Elves, présenté par Philip Athans, (2006)
- Realms of War, (2008)
- Realms of the Undead, (due 2010)

### Double Diamant
- Le Rapt (The Abduction), par J. Robert King, 1998 aux États-Unis, 1998 par Fleuve noir
- Les paladins (The Paladins), par James M. Ward & David Wise, 1998 aux États-Unis, 1998 par Fleuve noir
- Les Mercenaires (The Mercenaries), par Ed Greenwood, 1998 aux États-Unis, 1998 par Fleuve noir
- Miséricorde ! (Errand of Mercy), par Roger E. Moore, 1998 aux États-Unis, 1998 par Fleuve noir
- Bonne aubaine (An Opportunity for Profit), par Dave Gross, 1998 aux États-Unis, 1998 par Fleuve noir
- Conspiration (Conspiracy), par J. Robert King, 1998 aux États-Unis, 1998 par Fleuve noir
- Alliances (Uneasy Alliances), par David Cook & Peter Archer, 1998 aux États-Unis, 1998 par Fleuve noir
- Trahisons (Easy Betrayals), par Richard Baker, 1998 aux États-Unis, 1998 par Fleuve noir
- Le Diamant (The Diamond), par J. Robert King & Ed Greenwood, 1998 aux États-Unis, 1998 par Fleuve noir

## Accessoires de jeu de rôle
La liste suivante (non exhaustive) répertorie les éditions originales (en anglais) et est classée par éditeur, par thème, puis par année de parution.

### Édition par TSR

#### Géographie
- Oriental Adventures, Swords of the Daimyo, de David "Zeb" Cook - 1986 (TSR9164)  (ISBN 0-88038-273-2)
- Oriental Adventures, Night of the Seven Swords, de Pickens, Cook, Swan, Carmien & Ritchie - 1986 (TSR9186)  (ISBN 0-88038-327-5)
- Oriental Adventures, Ochimo The Spirit Warrior, de Jeff Grubb – 1987 (TSR9195)  (ISBN 0-88038-393-3)
- Oriental Adventures, Blood of the Yakuza, de David "Zeb" Cook - 1987 (TSR9203)  (ISBN 0-88038-401-8)
- Waterdeep and the North, de Ed Greenwood – 1987 (TSR9213)  (ISBN 0-88038-490-5)
- Moonshae, de Douglas Niles– 1987 (TSR9217)  (ISBN 0-88038-494-8)
- Empires of the Sands, de Scott Haring – 1988 (TSR9224)  (ISBN 0-88038-539-1)
- The Savage Frontier, de Paul Jaquays – 1988 (TSR9233)  (ISBN 0-88038-593-6)
- Kara-Tur, The Eastern Realms, campaign setting – 1988 (TSR1032)  (ISBN 0-88038-608-8)
- Oriental Adventures, Mad Monkey vs The Dragon Claw, de Jeff Grubb – 1988 (TSR9242)  (ISBN 0-88038-624-X)
- The Bloodstone Lands, de R.A. Salvatore – 1989 (TSR9267)  (ISBN 0-88038-771-8)
- Oriental Adventures, Test of the Samurai, de Rick Swan – 1989 (TSR9258)  (ISBN 0-88038-775-0)
- Oriental Adventures, Ronin Challenge, de Curtis Smith et Rick Swan – 1990 (TSR9257)  (ISBN 0-88038-749-1)
- Oriental Adventures, Ninja Wars, de Nigel Findley – 1990 (TSR9303)  (ISBN 0-88038-895-1)
- The Horde, campaign setting, de David "Zeb" Cook – 1990 (TSR1055)  (ISBN 0-88038-868-4)
- The Forgotten Realms Atlas, de Karen Wynn Fonstad – 1990 (TSR9442)  (ISBN 0-88038-857-9)
- Dwarves Deep, de Ed Greenwood – 1990 (TSR9300)  (ISBN 0-88038-880-3)
- Old Empires, de Scott Bennie – 1990 (TSR9274)  (ISBN 0-88038-821-8)
- Al-Quadim, Land of Fate, campaing setting de Jeff Grubb et Andria Hayday – 1990 (TSR1077)  (ISBN 1-56076-329-9)
- Horde Campaign, de Curtis M. Scott - 1991 (TSR9324)  (ISBN 1-56076-130-X)
- Anauroch, de Ed Greenwood – 1991 (TSR9320)  (ISBN 978-1-56076-126-6)
- Ruins of Undermountain, de Ed Greenwood – 1991 (TSR1060)  (ISBN 1-56076-061-3)
- Maztica, campaign setting, de Douglas Niles – 1991 (TSR1066)  (ISBN 1-56076-084-2)
- Maztica, Fires of Zatal, de Jeff Grubb et Tim Beach– 1991 (TSR9333)  (ISBN 1-56076-139-3)
- Maztica, Endless Armies, de Jeff Grubb – 1991 (TSR9340)  (ISBN 1-56076-146-6)
- Maztica, City of Gold, de John Nephew et Jonathan Tweet – 1992 (TSR9349)  (ISBN 1-56076-322-1)
- Menzoberranzan, de Ed Greenwood – 1992 (TSR1083)  (ISBN 1-56076-460-0)
- The Great Glacier, de Rick Swan – 1992 (TSR9351)  (ISBN 1-56076-324-8)
- Pirates of the Fallen Stars, de Curtis M. Scott – 1992 (TSR9346)  (ISBN 1-56076-320-5)
- The Shining South, de Tom Prusa – 1993 (TSR9388)  (ISBN 1-56076-595-X)
- The Jungles of Chult, de James Lowder – 1993 (TSR9389)  (ISBN 1-56076-605-0)
- Al-Quadim, Assassin Montain de Wolfgang Baur – 1993 (TSR9431)  (ISBN 1-56076-564-X)
- Al-Quadim, A Dozen and One Adventures de Steven Kurtz – 1993 (TSR9432)  (ISBN 1-56076-622-0)
- Al-Quadim, Secret of the Lamp de Wolfgang Baur – 1993 (TSR9433)  (ISBN 1-56076-647-6)
- Al-Quadim, The Complete Sha’ir’s Handbook de Sam Witt – 1994 (TSR2146)  (ISBN 1-56076-828-2)
- Al-Quadim, City of Delight de Tim Beach, Tom Prusa et Steve Kurtz – 1993 (TSR1091)  (ISBN 1-56076-589-5)
- Al-Quadim, Ruined Kingdoms de Steven Kurtz – 1994 (TSR9440)  (ISBN 1-56076-815-0)
- Al-Quadim, Corsairs of the Great Sea de Nick Rea - 1994 (TSR9449)  (ISBN 1-56076-867-3)
- Al-Quadim, Caravans de Rick Swan – 1994 (TSR9459)  (ISBN 1-56076-903-3)
- Al-Quadim, City of Bones de Steve Kurtz – 1994 (TSR9467)  (ISBN 1-56076-847-9)
- City of Splendors, de Steven Shend et Ed Greenwood – 1994 (TSR1109)  (ISBN 1-56076-868-1)
- Cormyr, de Eric Haddock – 1994 (TSR9410)  (ISBN 1-56076-818-5)
- Elves of Evermeet, de Anthony Pryor – 1994 (TSR9430)  (ISBN 1-56076-829-0)
- Ruins of Zhentil Keep, de Kevin Melka et John Terra – 1995 (TSR1120)  (ISBN 0-7869-0109-8)
- The Moonsea, Reference Guide, de John Terra – 1995 (TSR9474) (ISBN ???)
- The North de slade, Ed Greenwood, Jeff Grubb, Julia Martin, Steven Schend, Paul Jaquays, et Steve Perrin – 1996 (TSR1142)  (ISBN 0-7869-0391-0)
- Spellbound, de Anthony Pryor – 1995 (TSR1121)  (ISBN 0-7869-0139-X)
- The Vilhon Reach, de Jim Butler – 1996 (TSR9520)  (ISBN 0-7869-0400-3)
- Lands of Intrigue, de Steven E. Schend – 1998 (TSR1159a)  (ISBN 0-7869-0697-9)
- Calimport, de Steven E. Schend – 1998 (TSR9589)  (ISBN 0-7869-1238-3)
- Empires of the Shining Sea, de Steven E. Schend et Dale Donovan – 1998 (TSR9561)  (ISBN 978-0-7869-1237-7)
- The City of Ravens Bluff, de Ed Greenwood – 1998 (TSR9575)  (ISBN 0-7869-1195-6)
- Skullport, de Joseph C. Wolf – 1999 (TSR11348)  (ISBN 0-7869-1348-7)
- Sea of Fallen Stars, de Steven E. Schend – 1999 (TSR11393) (ISBN ???)
- Drizzt Do'Urden's Guide to the Underdark, de Eric L. Boyd – 1999 (TSR11509)  (ISBN 0-7869-1509-9)

#### Histoire
- Netheril, Empire of Magic, de Jim Butler – 1996 (TSR1147)  (ISBN 0-7869-0437-2)
- Cormanthyr: Empire of the Elves, de Steven E. Schend et Kevin Melka – 1998 (TSR1165)  (ISBN 0-7869-0761-4)
- The Fall of Myth Drannor, de Steven E. Schend – 1998 (TSR9558)  (ISBN 0-7869-1235-9)
- Hellgate Keep, de Steven E. Schend– 1998 (TSR9562)  (ISBN 0-7869-0786-X)

#### Races
- Draconomicon, de Nigel Findley– 1990 (TSR9297)  (ISBN 0-88038-876-5)
- The Drow of the Underdark, de Ed Greenwood – 1991 (TSR9326)  (ISBN 1-56076-132-6)
- Giantcraft, de Ray Winninger – 1995 (TSR9487)  (ISBN 0-7869-0163-2)

#### Divinités
- Demi-human Deities, de Eric L. Boyd – 1998 (TSR9585)  (ISBN 0-7869-1239-1)
- Faiths & Avatars, de Julia Martin et Eric L. Boyd – 1999 (TSR9516) (ISBN ???)

#### Organisations
- Dreams of the Red Wizards, de Steve Perrin – 1988 (TSR9235)  (ISBN 0-88038-615-0)
- Gold & Glory, de Tim Beach– 1992 (TSR9373)  (ISBN 1-56076-334-5)
- Code of the Harpers de Ed Greenwood – 1993 (TSR9390)  (ISBN 1-56076-644-1)
- The Seven Sisters, de Ed Greenwood – 1995 (TSR9475)  (ISBN 978-0-7869-0118-0)
- Cult of the Dragon, de Dale Donovan – 1998 (TSR9547)  (ISBN 0-7869-0709-6)
- Cloak & Dagger, de Eric L. Boyd, Sean K Reynolds et Steven E. Schend – 2000 (TSR11627)  (ISBN 0-7869-1627-3)

#### Personnages
- The Magister, de Ed Greenwood et Steve Perrin– 1988 (9229)  (ISBN 0-88038-564-2)
- Heroes’ Lorebook, de Dale Donovan et Paul Culotta– 1996 (TSR9525)  (ISBN 0-7869-0412-7)
- Villans’ Lorebook, de Dale Donovan – 1998 (TSR9552)  (ISBN 0-7869-1236-7)
- Demi-human of the Realms, de Roger E. Moore – 1998 (TSR11316)  (ISBN 0-7869-1316-9)
- Hall of Heroes, de – 1989 (TSR9252)  (ISBN 0-88038-711-4)
- Secrets of the Magister, de Ed Greenwood – 2000 (TSR11430)  (ISBN 0-7869-1430-0)

#### Monstres
- Monstrous Compendium vol3, Forgotten Realms Appendix, de David “Zeb” Cook, Steve Winter et Jon Pickens – 1989 (TSR2104)  (ISBN 0-88038-769-6)
- Monstrous Compendium, Kara-Tur Appendix, de Rick Swan – 1990 (TSR2116)  (ISBN 0-88038-851-X)
- Monstrous Compendium, Forgotten Realms Appendix, de David “Zeb” Cook – 1991 (TSR2125)  (ISBN 1-56076-111-3)
- Monstrous Compendium, Al-Quadim Appendix, de Wolfgang Baur et Steve Kurtz – 1992 (TSR2129)  (ISBN 1-56076-370-1)

#### Divers
- Running the Realms, de Ed Greenwood et Jeff Grubb – 1993 (TSR1085a) (ISBN ???)
- Wyrmskull Throne, de Steven E. Schend et Thomas M. Reid – 1999 (TSR11405) (ISBN ???)
- Dragon Magazine 267 (The City of Sunken Spires), Article de Eric L. Boyd – 1999 (DRA267) (ISBN ???)
- Ruins of Adventure, de Mike Breault, David Cook, Jim Ward, et Steve Winter – 1988 (TSR9238)

### Édition parWizards of the Coast

#### Géographie
- Silver Marches, de Ed Greenwood et Jason Carl – 2002 (885670000) (ISBN ???)
- City of Spider Queen de James Wyatt - 2003 () (ISBN ???)
- Unapproachable East, de Richard Baker, Matt Forbeck et Sean K Reynolds – 2003 (176650000) (ISBN ???)
- Underdark, de Bruce R. Cordell, Gwendolyn F. M. Kestrel et Jeff Quick – 2003 (885810000) (ISBN ???)
- Serpent Kingdoms, de Ed Greenwood, Eric L. Boyd et Darrin Drader – 2004 (965660000)  (ISBN 0-7869-3277-5)
- Shining South, de Thomas M. Reid – 2004 (179290000)  (ISBN 0-7869-3492-1)
- City of Splendors : Waterdeep de Eric L. Boyd – 2005 (88162000)  (ISBN 0-7869-3693-2)
- Mysteries of the Moonsea, de Thomas M. Reid, Sean Reynolds, Darrin Drader et Wil Upchurch – 2006 (95371720)  (ISBN 0-7869-3915-X)

#### Histoire
- Lost Empires of Faerûn, de Richard Baker, Ed Bonny et Travis Stout – 2005 (177380000)  (ISBN 0-7869-3654-1)
- A Grand History of the Realms, de Brian R. James – 2006 ()

#### Races
- Races of Faerûn, de Eric L. Boyd, Matt Forbeck, et James Jacobs – 2003 (885780000) (ISBN ???)
- Dragons of Faerûn, de Eric L. Boyd et Eytan Bernstein – 2006 (95379720)  (ISBN 0-7869-3923-0)

#### Divinités
- Faiths and Pantheons, de Eric L. Boyd et Erik Mona – 2002 (886430000) (ISBN ???)
- Magic of Faerûn, de Sean Reynolds, Duane Maxwell et Angel Leigh McCoy – 2002 () (ISBN ???)
- Power of Faerûn, de Ed Greenwood et Eric L. Boyd – 2006 (953667200)  (ISBN 0-7869-3910-9)

#### Personnages
- Lords of Darkness, de Jason Carl et Sean K. Reynolds – 2002 () (ISBN ???)
- Champions of Valor, de Thomas M. Reid et Sean K Reynolds – 2005 (882927200)  (ISBN 0-7869-3697-5)
- Champions of Ruin, de Jeff Crook, Wil Upchurch et Eric L. Boyd – 2005 (178720000)  (ISBN 0-7869-3692-4)

#### Divers
- The Forgotten Realms Campaign Setting (3e Édition), de Greenwood, Williams, Heinsoo, et Reynolds – 2001 (WTC11836) (ISBN ???)

## Bandes dessinées

### Forgotten Realms comics
De 1989 à 1991, la société DC Comics a publié une série de bandes dessinées ayant pour cadre les Royaumes oubliés et narrant les aventures d'un groupe d'aventuriers disparate :
- Omen, un mage d'Halruaa, capitaine du Realms Master, le bateau volant sur lequel voyage le groupe,
- Minder, une naine dont l'esprit a été transféré dans un golem
- Ishi Barasume, une guerrière orientale plaçant l'honneur au-dessus de toute chose
- Jasmine, une humaine pourvue d'ailes d'oiseau
- Vartan Hai Sylar, un prêtre elfe arrogant et sarcastic en apparence mais qui se soucie de ses amis
- Priam Agrivar, un paladin humain ancien alcoolique
- Foxilion Cardluck, un voleur accro à un halucinogène appelé cheeese
- le dieu elfique Lebelas Enoreth lors du temps des troubles

Parutions :
- The Hand of Vaprak #1 - #4
- Dragonreach #5 - #8
- Minder's Story #9
- Head Cheese #10
- Triangles #11 - #13
- Undead Love #14
- The Times of Troubles #15 - #18
- Wake of Realms Master #25

### The Legend of Drizzt
La société Devil's Due Publishing publie des adaptations des romans de R.A. Salvatore mettant en scène le personnage de Drizzt Do'Urden. Les romans adaptés ont fait l'objet d'un publication en trois parties de 48 pages environ et de publications Omnibus. En 2009, l'éditeur français Bragelonneannonce des traductions en français par le label Milady, occasion du lancement de la collection Milady Graphics
La trilogie de l’Elfe noir
- Homeland,
- Exile,
- Sojourn,

La trilogie du Val Bise
- The Crystal Shard,
- Streams of Silver,
- The Halfling's Gem,